# Steve Lacy
Steve Lacy (New York, 23 juli 1934 – Boston, 4 juni 2004) geboren als Steven Norman Lackritz, was een Amerikaans jazzsaxofonist en componist. Lacy speelde moderne en experimentele jazz op de sopraansaxofoon. Hij had een eigen, melodieuze toon.

## Stijl en invloeden
Steve Lacy begon op zestienjarige leeftijd met het spelen van dixielandjazz. Hij trad op met coryfeeën zoals Henry "Red" Allen, Pee Wee Russell, George "Pops" Foster en Zutty Singleton. Later speelde hij met swing-muzikanten zoals trompettist Buck Clayton, trombonist Dicky Wells en zanger Jimmy Rushing. 
Midden jaren 1950 kwam Lacy onder de invloed van nieuwe stromingen zoals de freejazz. Hij trad op met pianist Cecil Taylor, op wiens eerste lp-album hij figureert. Van bepalende invloed was echter de stijl en muziek van pianist en componist Thelonious Monk, in wiens band hij korte tijd speelde. Lacy zou zijn leven lang blijven terugkeren naar de muziek van Monk. 
Andere jazzinvloeden kwamen van bassist Charles Mingus, pianist Duke Ellington en pianist Herbie Nichols.
Steve Lacy was breed geïnteresseerd in muziek en kunst in het algemeen. Zijn leven lang bleef hij optreden met muzikanten uit zowel de traditionele jazz, de freejazz als de klassieke muziek.

## in Europa
Midden jaren 1960 vestigde Lacy zich in Europa. Vanaf 1970 trad hij er op met een eigen sextet. Nadat hij in Parijs was gaan wonen, kwam Lacy ook vaak voor optredens naar de Benelux. Hij trad daar regelmatig op in duo met die andere Thelonious Monk-adept, de pianist Mal Waldron, goed te horen op de postume cd At the Bimhuis 1982. 
Door zijn lange periode in Europa is Steve Lacy in de Verenigde Staten minder bekend.
In Afkikker, Gent, gaf Lacy in 2001 een solo concert, de cd 'Mother Goose solo @ afkikker' is uitgegeven in een boek 'Bone', a Tribute to Steve Lacy.
In 2002 besloot Lacy om terug te keren naar de VS. Zijn Europese afscheidsconcerten gaf hij in België, namelijk in Brussel, Gent, Brugge, Bergen en Antwerpen. Het betreft concerten met Fred Van Hove, Joëlle Léandre, Mikhail Bezverkhni, Irene Aebi, Frederic Rzewski en de danser Shiro Daimon. 
Rita De Vuyst, Afkikker, was zijn laatste muze in Europa; ze is tevens producente van de vaarwelconcerten aan Europa, die ze bundelde in het album 'Blossoms' en het boek 'Bone' met de 'Mother Goose' cd.

## Terugkeer naar de VS
Steve Lacy onderwees muziek aan het conservatorium van Boston, maar trad ook op. In 2003 werd bij hem kanker vastgesteld. Hij bleef optreden tot enkele weken voor zijn overlijden. Steve Lacy stierf op 4 juni 2004, enkele weken voor hij zeventig jaar zou worden. 
Lacy was getrouwd met de Zwitserse zangeres en violoniste Irene Aebi.
- Bibsys: 6010930
- Biblioteca Nacional de España: XX870823
- Bibliothèque nationale de France: cb13896241d (data)
- CiNii: DA16679539
- Gemeinsame Normdatei: 118568620
- International Standard Name Identifier: 0000 0000 8374 4638
- Library of Congress Control Number: n81140109
- Nationale Bibliotheek van Letland: 000037926
- MusicBrainz: ca9766a0-1c30-43e6-a213-bac1334efc4a
- Bibliotheek van het Japanse parlement: 001362576
- Nationale Bibliotheek van Tsjechië: xx0120805
- Nationale Bibliotheek van Israël: 987007322688605171
- Nederlandse Thesaurus van Auteursnamen: 070446725
- Réseau des bibliothèques de Suisse occidentale: 02-A003488193
- Istituto Centrale per il Catalogo Unico: TO0V225551
- LIBRIS: 268522
- SNAC: w6sj2xnx
- Système universitaire de documentation: 079460879
- Union List of Artist Names: 500337992
- Virtual International Authority File: 39562373
- WorldCat: E39PBJkxJPVbBGT7TGKpwBFVG3